# Karl Gustaf Torsten Sjögren
Karl Gustaf Torsten Sjögren (n. 30 ianuarie 1896, Södertälje stadsförsamling⁠(d), Suedia – d. 27 iulie 1974, Johannebergs församling⁠(d), Gothenburg and Bohus County⁠(d), Suedia)  a fost un medic, psihiatru și genetician suedez.

## Biografie
A absolvit gimnaziul de la Stockholm în 1914. A studiat medicina la Universitatea din Uppsala, pe care a absolvit-o în 1918, iar în 1925 a fost licențiat în medicina în Stockholm. A devenit doctor în medicină la Universitatea din Lund în 1931.
În 1922-1927 a lucrat ca neurolog, psihiatru la Stockholm.
În 1926-1927 a fost asistent la Institutul de Stat al Biologiei Raselor din Uppsala (Statens institut för rasbiologi).
Din 1929 a lucrat la clinica universitară din Lund, unde s-a instruit în psihiatrie, iar în 1931 a devenit medic șef.
Din 1932 până în 1935 a fost medic șef și director a spitalului Lillehagen din Göteborg, și în 1935-1945 a fost medic șef la departamentul de psihiatrie al Spitalului Universitar Sahlgrenska (Sahlgrenska Universitetssjukhuset) din Göteborg.
Profesor universitar la catedra de psihiatrie de la Karolinska Institutet în 1945. Din 1946 membru al Consiliului științific al Medicinalstyrelsen. În 1951 a fost ales membru al Academia Regale de Științe Suedeze (Vetenskapsakademin).

Sjögren este unul dintre pionierii psihiatriei suedez moderne.

## Eponime asociate cu Karl Gustaf Torsten Sjögren
- Sindromul Graefe-Sjögren.
- Sindromul Marinesco-Sjögren.
- Sindromul Sjögren-Larsson.